# Helena (imię)
Helena – imię żeńskie pochodzenia greckiego. Wywodzi się od stgr. Ἑλένη oznaczającego „blask Księżyca”. W Polsce po raz pierwszy imię to odnotowano w 1272.
Helena imieniny obchodzi: 2 marca, 23 kwietnia, 22 maja, 31 lipca, 13 sierpnia i 18 sierpnia.
W styczniu 2024 w publicznie dostępnych danych rejestru PESEL wykazano 163 805 kobiet o imieniu Helena nadanym jako imię pierwsze oraz 156 076 kobiet noszących imię Helena jako imię drugie. Dla porównania, najczęściej nadane imię żeńskie – Anna – nosi 1 072 616 Polek.
Na liście najpopularniejszych polskich imion Helena zajmowała w 2010 roku 22. miejsce, a w 2024 – 43. miejsce.
Zdrobnienia: Helenka, Helcia, Helusia, Hela, Lena.

## Odpowiedniki w innych językach
- angielski: Helen
- białoruski: Alena (Алена)
- bułgarski: Elena (Елена)
- esperanto: Helena[10]
- francuski: Hélène
- gruziński: Elene
- grecki: Elena, Eleni
- hiszpański: Elena
- niemiecki: Helene (Helena), Lene (Lena), Leni
- norweski: Helene
- rosyjski: Jelena (Елена) [Elena, Gelena[11]]
- rumuński: Elena
- słowacki: Elena
- serbsko-chorwacki: Jelena (Јелена)
- ukraiński: Ołena (Олена)
- węgierski: Heléna, Ilona
- włoski: Elena

## Osoby noszące imię Helena
- św. Helena – matka cesarza rzymskiego Konstantyna I Wielkiego
- Elena Bogdan – tenisistka rumuńska
- Jelena Bierieżna – rosyjska łyżwiarka figurowa
- Helena Boguszewska – polska pisarka
- Helena Bonham Carter – brytyjska aktorka
- Elena Ceaușescu – rumuńska polityczka
- Elena Cornaro Piscopia – włoska matematyczka i filozofka, pierwsza kobieta, która otrzymała tytuł doktora
- Eleni Daniilidu – grecka tenisistka
- Elena Delle Donne – amerykańska koszykarka
- Jelena Dembo – grecka szachistka pochodzenia rosyjskiego
- Jelena Diemientjewa – tenisistka rosyjska
- Jelena Dokić – australijska tenisistka pochodzenia serbskiego
- Jelena Donaldson-Achmyłowska – amerykańska szachistka pochodzenia rosyjskiego
- Helene Engelmann – austriacka łyżwiarka figurowa
- Jelena Fatalibekowa – rosyjska szachistka
- Helena Fourment(inne języki) – żona holenderskiego malarza Rubensa
- Elene Gedewaniszwili – gruzińska łyżwiarka figurowa
- Jelena Glebowa – estońska łyżwiarka figurowa
- Jelena Gorczakowa – rosyjska lekkoatletka specjalizująca się w rzucie oszczepem
- Jelena Gołowina – rosyjska biatlonistka
- Helena Góralska – polska polityk i ekonomistka
- Helen Hunt – aktorka (Oscar 1998)
- Jelena Iljinych – rosyjska łyżwiarka figurowa
- Jelena Isinbajewa – rosyjska tyczkarka
- Jelena Jelesina – złota medalistka olimpijska 2000 w skoku wzwyż
- Jelena Janković – tenisistka serbska
- Jelena Katina – jedna z wokalistek grupy t.A.T.u.
- Helena Kmieć – polska misjonarka
- Jelena Kostanić Tošić – tenisistka chorwacka
- Helena Kowalska – w zakonie św. siostra Faustyna Kowalska
- Helena Krajewska – polska malarka
- Helena Kurcewiczówna (Skrzetuska) – postać fikcyjna z Trylogii Sienkiewicza
- Ołena Laszenko – ukraińska łyżwiarka figurowa
- Jelena Lenina – rosyjska pisarka, modelka, osobowość telewizyjna i piosenkarka
- Jelena Lichowcewa – rosyjska tenisistka
- Helena Łuczywo – dziennikarka
- Helena Majdaniec – piosenkarka
- Jelena Majorowa – rosyjska aktorka
- Helena Marusarzówna – polska sportsmenka
- Helena Apolonia Massalska – pamiętnikarka
- Elena Medel (ur. 1985) – hiszpańska pisarka, poetka
- Helen Mirren – aktorka
- Helena Mniszkówna – pisarka
- Helena Myga – poetka
- Helena Modrzejewska – aktorka
- Jelena Nikolić – serbska siatkarka
- Jelena Nikołajewa – rosyjska chodziarka
- Jelena Obrazcowa – rosyjska śpiewaczka operowa
- Helena Paderewska – polska działaczka społeczna, żona kompozytora i premiera Ignacego Jana Paderewskiego
- Elena Paparizou – grecka piosenkarka, zwyciężczyni Eurowizji 2005
- Jelena Pawłowa – kazachska siatkarka
- Helena Petrowić-Niegosz – księżniczka czarnogórska, księżna Neapolu (1896-1900), królowa Włoch (1900-1946), cesarzowa Etiopii (1936-1941), królowa Albanii (1939-1943)
- Helena Pilejczyk – polska łyżwiarka szybka
- Elena Poniatowska – meksykańska pisarka i dziennikarka, polskiego pochodzenia
- Jelena Radionowa – rosyjska łyżwiarka figurowa
- Helena Radziwiłłowa – inicjatorka parku Arkadia
- Helena Rakoczy – sporstmenka
- Helena Rasiowa – naukowczyni, matematyczka
- Jelena Romanowa – wielka księżna Rosji (1784-1803)
- Jelena Rozga – piosenkarka chorwacka
- Helena Rurykowiczówna – małżonka króla Polski Aleksandra
- Helena Růžičková – aktorka
- Jelena Rybakina – kazachska tenisistka
- Helena Sakowiczówna – instruktorka harcerska, patriotka, nauczycielka łaciny
- Jelena Sedina – włoska szachistka pochodzenia ukraińskiego
- Helen Shapiro – brytyjska piosenkarka
- Jelena Slesarienko – złota medalistka olimpijska 2004 w skoku wzwyż
- Jelena Sobolewa – rosyjska biegaczka
- Jelena Sokołowa – rosyjska łyżwiarka figurowa
- Jelena Tomašević – serbska piosenkarka
- Eleni – polska piosenkarka pochodzenia greckiego (Helena Dzoka)
- Jelena Välbe – rosyjska biegaczka narciarska
- Helena Vondráčková – czeska piosenkarka
- Jelena Wałowa – rosyjska łyżwiarka figurowa
- Helena Wolińska  – stalinowska prokurator wojskowa

## Postacie z literatury noszące imię Helena
- Helena Trojańska  – postać mitologiczna, jako bohaterka epopei Homera, Iliady i Odysei, stała się symbolem kobiecości i piękna
- Helena Skrzetuska z domu Kurcewicz – bohaterka powieści Ogniem i mieczem Henryka Sienkiewicza
- Helena Stawska – bohaterka powieści „Lalka”  Bolesława Prusa